# Aeropuerto Internacional de Hobart
El Aeropuerto Internacional de Hobart (IATA: HBA, OACI: YMHB) es un aeropuerto de pasajeros y carga en Hobart, Tasmania, Australia. El aeropuerto se encuentra en el lateral este del rio Derwent, cerca del extrarradio semirrural/industrial de Cambridge; aproximadamente a 20 kilómetros del centro de la ciudad circulando por la Autovía Tasmania. Encontrándose en una península estrecha, los despegues y aterrizajes se efectúan inevitablemente por encima del agua. Esta región, especialmente la que rodea al aeropuerto, apenas cuenta con población.
Aunque el aeropuerto no cuenta con vuelos regulares internacionales desde los noventa (a Christchurch, Nueva Zelanda), el nombre oficial de Aeropuerto Internacional de Hobart permanece; Skytraders efectúa vuelos regulares a la Antártida utilizando un Airbus A319. Por ello, el aeropuerto mantiene las instalaciones de la terminal internacional, como las aduanas y control de pasaportes.
El aeropuerto cuenta actualmente con 20.000 operaciones anuales, lo que equivale a 1,873 millones de pasajeros anuales.

## Historia
El aeropuerto fue inaugurado en 1956, reemplazando al cercano Aeródromo de Cambridge como acceso a Hobart. En ese momento, era conocido, no como Aeropuerto Internacional de Hobart, sino como Aeropuerto Lanherne, en honor al nombre del construcción. Este, sin embargo, actualmente se encuentra en desuso. En este primer año de operación el aeropuerto atendió a 120.086 pasajeros y 11.724 toneladas de carga, colocándose como el quinto de Australia. En 1957 la infraestructura del aeropuerto comprendía una pequeña terminal que permanece en el borde sur de la zona Qantas, dos hangares de carga, depósitos de combustible, estación meteorológica y la oficina de administración del aeropuerto. En 1964 el gobierno federal mejoró y alargó la pista para dar cabida a los reactores. La pista fue ampliada de nuevo en los ochenta para dar cabida a aviones mayores como el Boeing 747 y el Antonov 124 (con alcance limitado). La terminal doméstica actual fue inaugurada oficialmente en abril de 1976 y la terminal internacional lo hizo en 1986. En 1998 el aeropuerto fue privatizado, a través de una cesión de 99 años a Hobart International Airport Pty Ltd. Durante diciembre de 2007 el gobierno estatal vendió Tas Ports filial del aeropuerto por 350 millones de dólares a un consorcio privado creado por Macquarie Capital y el Retirement Benefits Fund. La venta se efectuó a la vez que otros elementos aeroportuarios.

## La pista

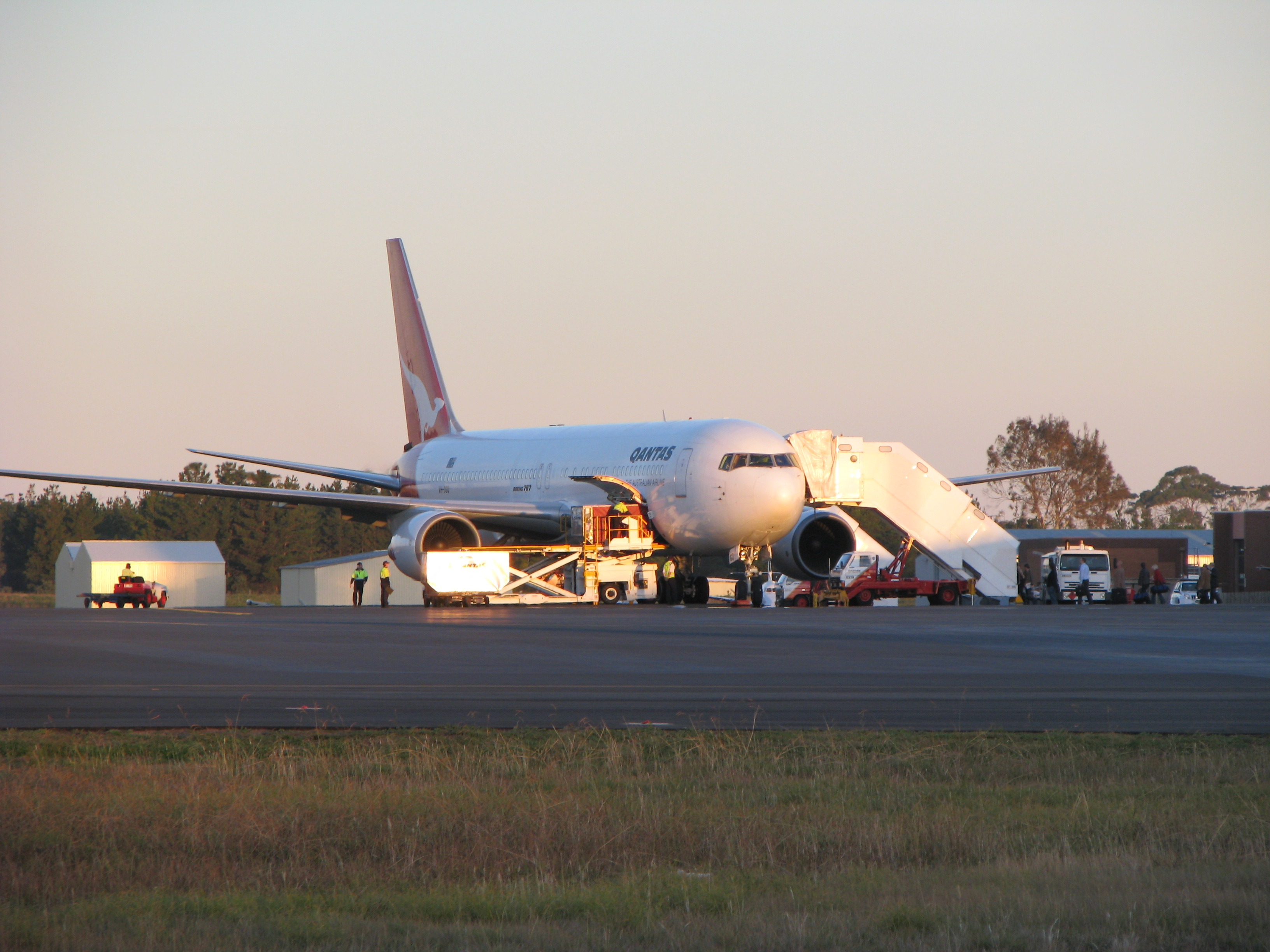
Boeing 767 de Qantas en el aeropuerto de Hobart, VH-OGO (avión)

La pista fue construida con una superficie asfáltica de hormigón. Es apta para vuelos sin restricciones de aviones del tamaño del Boeing 767 y el Airbus A300. Los Boeing 747 pueden operar con restricciones de peso. Una pista de 2800 metros permitiría volar sin restricciones a destinos como son Singapur, Hong Kong, Bangkok y Tokio. La pista actual de 2.251 metros es adecuada para vuelos directos a Nueva Zelanda, Cairns, Perth, Singapur y Yakarta. Para vuelos más largos, se imponen restricciones de peso en despegues y aterrizajes. La longitud de pista requerida para el aterrizaje en Hobart para un Boeing 747 con su máximo peso en aterrizaje es de 2400 metros, lo que haría idóneo ampliar la pista en unos 150 metros. Sin embargo, la longitud de pista actual está considerada como adecuada.
El aeropuerto ha adquirido recientemente terrenos del gobierno estatal, para el desarrollo futuro en el campo operacional en la zona sur del aeropuerto. Este espacio adicional permitiría la construcción de una pista corta para aeronaves de aviación general.

## Desarrollos

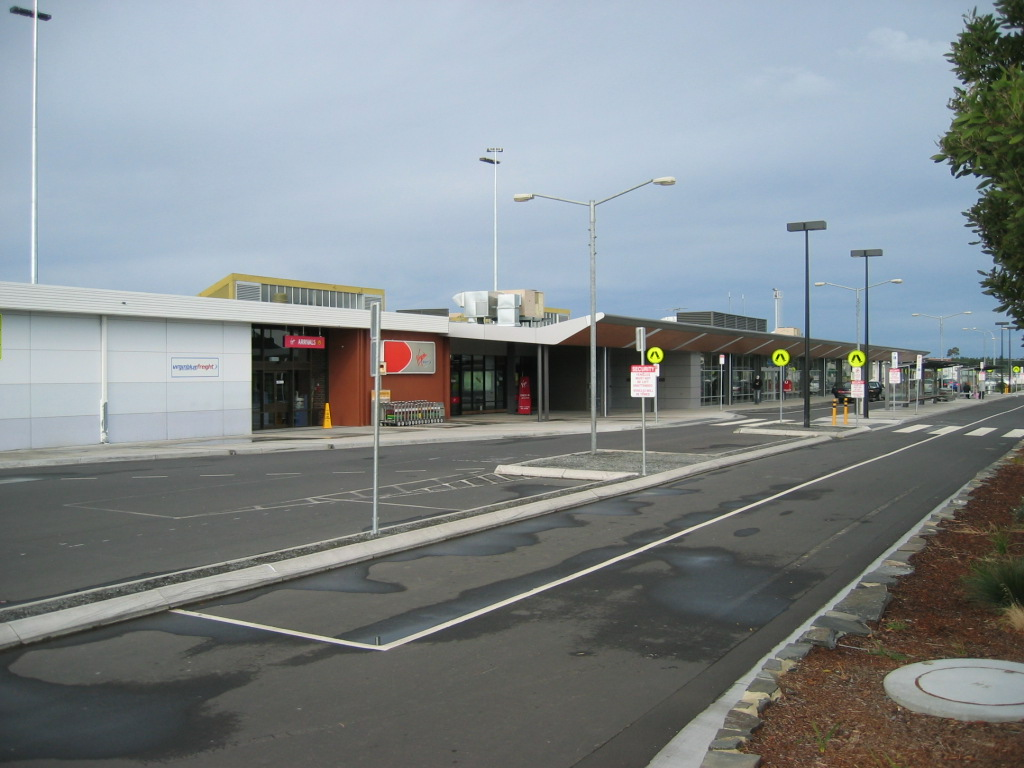
La mejora de la terminal doméstica (etapa 1).

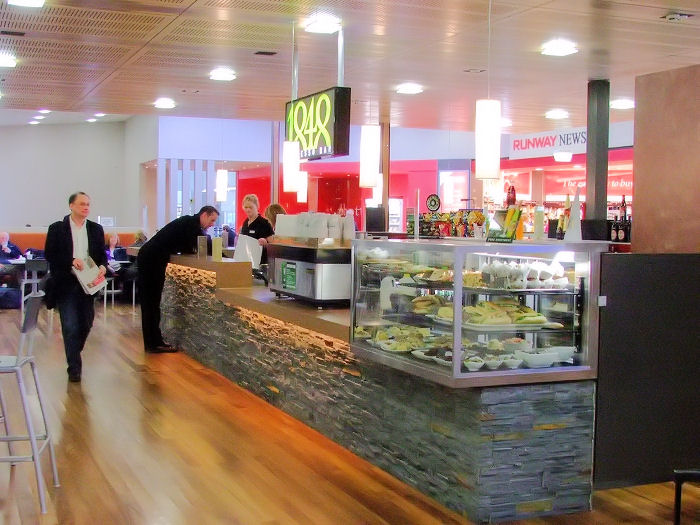
Cafetería de la terminal.

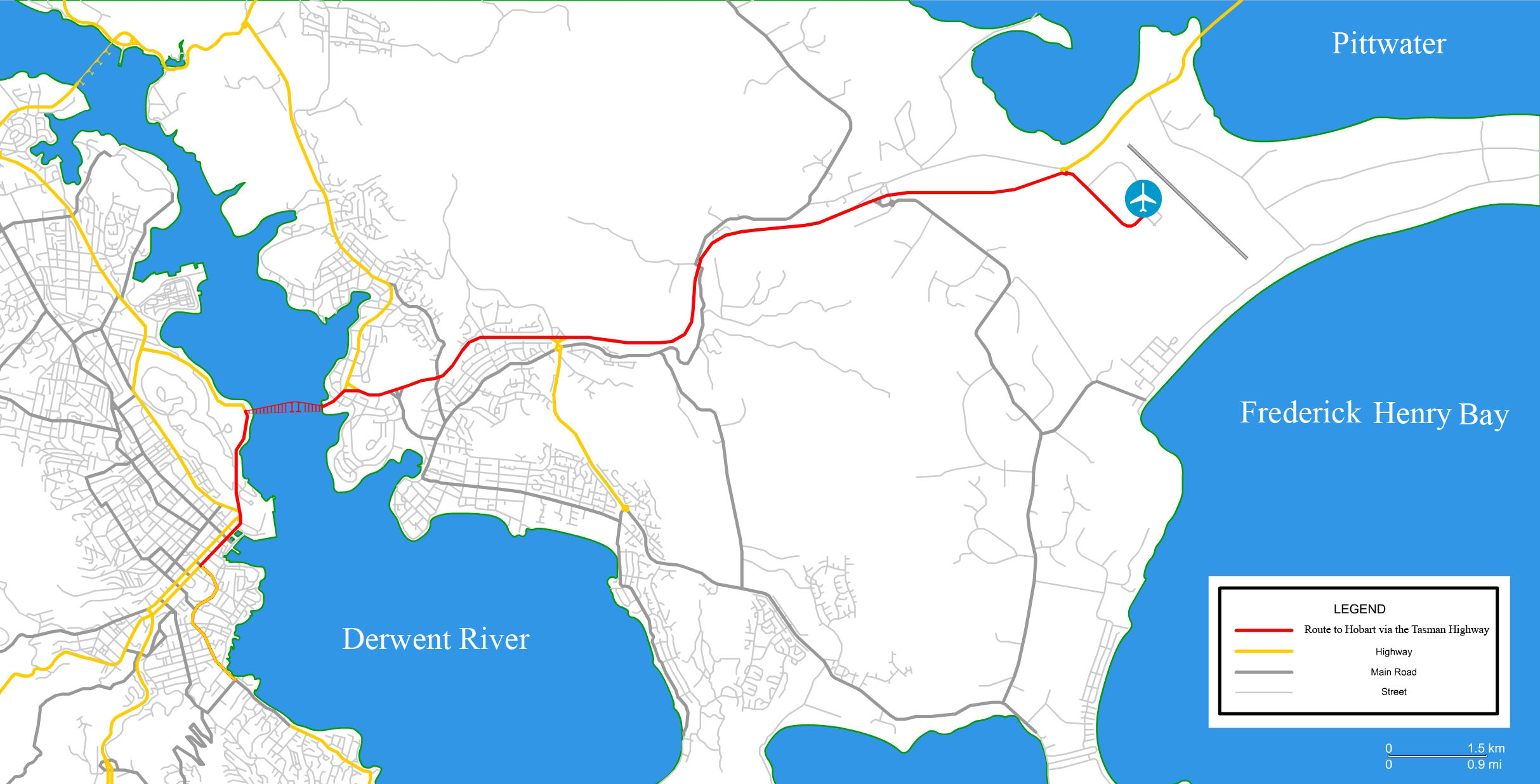
Aeropuerto de Hobart comparado con Hobart.

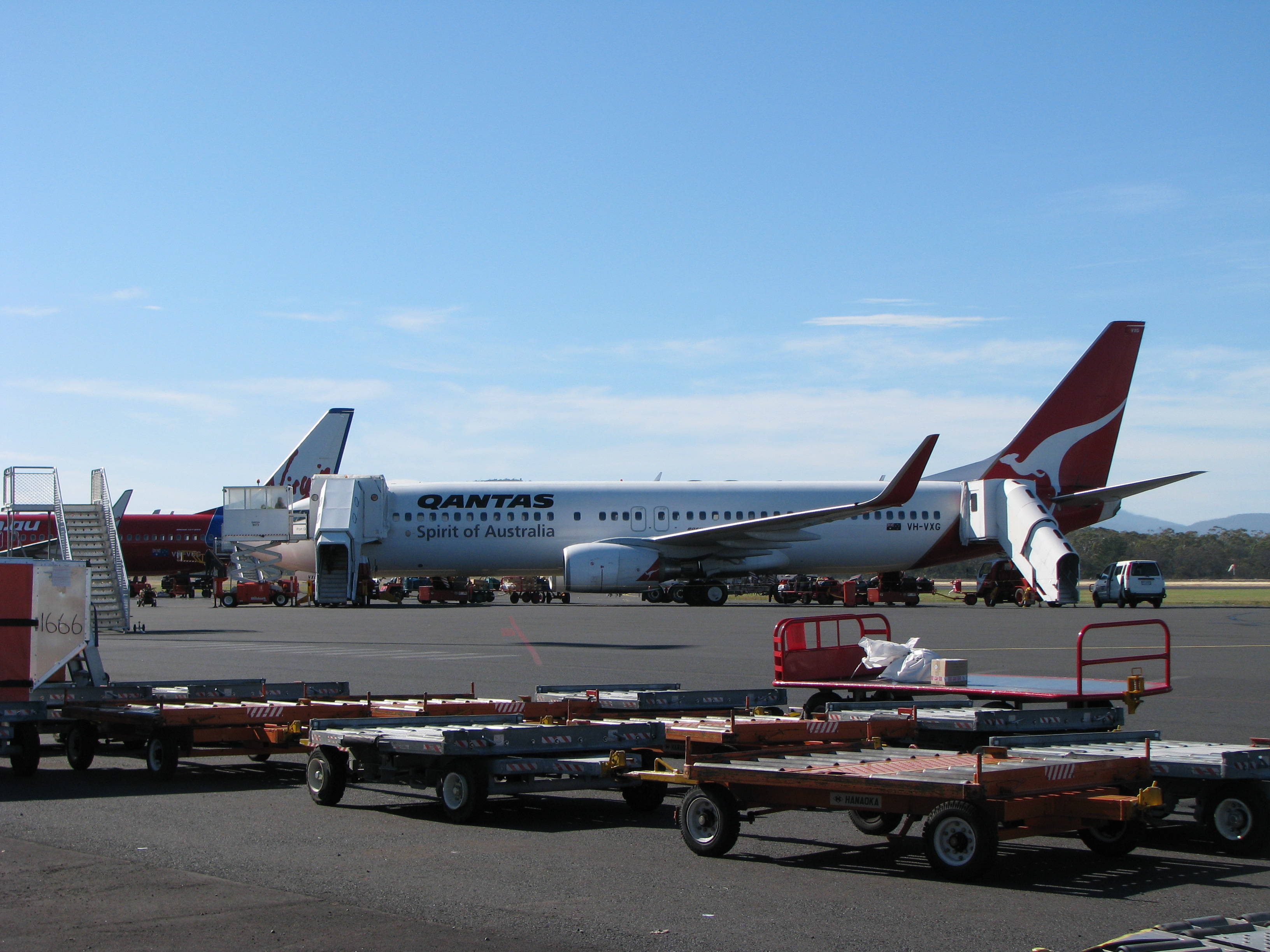
Un 737 de Qantas en el Aeropuerto Internacional de Hobart.

### Reconstrucción de la terminal doméstica

#### etapa 1
En 2004 la terminal doméstica fue rediseñada por primera vez en sus treinta años de historia. Este desarrollo suponía:
- Modernización de la terminal
- Tiendas movidas al interior de la zona de uso exclusivo de pasajeros[7]
- Redimensionamiento del aparcamiento
- Mostradores de alquiler de vehículos reubicados en el aparcamiento

En 2005 el Aeropuerto Internacional de Hobart experimentó un récord en el número de pasajeros anuales y se decidió entonces efectuar la mejora en cuanto a la capacidad de asientos en el aeropuerto. Estos trabajos implican ampliar la terminal doméstica sobre la plataforma en tres metros para proporcionar mayor espacio en la sala de embarque.

#### Etapa 2
En agosto de 2006 el aeropuerto comenzó una ampliación valorada en quince millones de dólares para adecuar al aeropuerto a las nuevas leyes de seguridad federal que se volvieron efectivas en agosto de 2007. Esto implicará que todos los equipajes pasen por el control de Rayos X. Esta zona se ubicará entre la terminal doméstica y la internacional, conectando ambos edificios. Los trabajos también situarán los tres mostradores de facturación en la zona central (ubicada en donde estaban los antiguos mostradores de Virgin Blue) y recolocando la zona de llegadas de Virgin Blue en el lado norte de la terminal internacional. Los trabajos de esta fase eran:
- Reforzamiento de los estacionamientos de aeronaves (plataforma), y mejoras en el drenaje de combustible.
- Nuevas instalaciones de comida y bebida antes de pasar el control de seguridad.
- Conexión de la terminal doméstica e internacional
- Ampliación de terminal.

### Proyecto Big Box
A comienzos de 2006, el aeropuerto anunció sus planes de construir un outlet al este de la Avenida Holyman. El complejo contendrá el espacio equivalente a nueve campos de fútbol, lo que lo hará el más grande de su tipo en Australia. Austexx, una compañía con base en Melbourne - alquilará el lugar y es el principal inversor con cien millones de dólares aportados al proyecto. El recinto incluirá cien firmas de moda outlet, un Trade Do It Yourself Centre, un Homemaker Centre y un Bulky Goods Centre.
Entre los outlets confirmados están:
| - Converse - Esprit - Events and Ojay - Fila - Jag - Joanne Mercer | - Nine West - Sandler shoes - Sheridan - Tommy Hilfiger - Villa and Hut - Witchery |

También se proporcionará aparcamiento para más de dos mil coches.

## Operaciones
Estadísticas de pasajeros
Las tablas situadas a la izquierda indican los pasajeros en cada una de las rutas desde el Aeropuerto Internacional de Hobart. Por ejemplo, no hay estadísticas mensuales en algunos meses desde Hobart a Adelaida, Brisbane o Canberra porque actualmente están servidas por una única aerolínea. En el año fiscal 2007/08, la ruta de Hobart a Brisbane obtuvo 152.400 pasajeros.
La tabla en la columna derecha muestra las estadísticas de pasajeros para el Aeropuerto Internacional de Hobart de los últimos diez años fiscales.
| Ranking | Aeropuerto              | Pasajeros (miles) | % Cambio |
| ------- | ----------------------- | ----------------- | -------- |
| 1       | Aeropuerto de Melbourne | 1.195,8           | 12,4     |
| 2       | Aeropuerto de Sídney    | 480,1             | 9,0      |

| Ranking | Aeropuerto              | Pasajeros (miles) | % Cambio |
| ------- | ----------------------- | ----------------- | -------- |
| 1       | Aeropuerto de Melbourne | 97,4              | 9,7      |
| 2       | Aeropuerto de Sídney    | 36,3              | 4.3      |

| año     | Pasajeros | Operaciones |
| ------- | --------- | ----------- |
| 1998–99 | 860.240   | 9.697       |
| 1999–00 | 908.647   | 10.776      |
| 2000–01 | 973.922   | 15.205      |
| 2001–02 | 957.611   | 12.266      |
| 2002–03 | 1.009.605 | 11.444      |
| 2003–04 | 1.225.645 | 12.729      |
| 2004–05 | 1.522.838 | 15.889      |
| 2005–06 | 1.605.978 | 13.764      |
| 2006–07 | 1.629.417 | 12.762      |
| 2007–08 | 1.758.241 | 13.778      |
| 2008–09 | 2.132.483 | 14.352      |

## Aerolíneas y destinos
Cinco aerolíneas de pasajeros operan actualmente vuelos regulares desde Hobart a siete destinos de estados al sur y al este de Australia. Una aerolínea de carga también opera desde el aeropuerto y también hay una aerolínea especializada en operar al Territorio Antártico Australiano durante el verano.
| Aerolíneas                         | Destinos                                                   |
| ---------------------------------- | ---------------------------------------------------------- |
| Air New Zealand                    | Estacional: Auckland                                       |
| Jetstar                            | Adelaida, Brisbane, Gold Coast, Melbourne, Sídney          |
| Link Airways                       | Canberra                                                   |
| Qantas                             | Brisbane, Melbourne, Sídney Estacional: Perth              |
| QantasLink                         | Brisbane, Canberra, Melbourne, Sídney Estacional: Adelaida |
| Rex Airlines                       | Melbourne                                                  |
| Sharp Airlines                     | Burnie, Flinders Island, King Island, Launceston           |
| Skytraders                         | Chárter estacional: Wilkins Runway                         |
| Virgin Australia                   | Brisbane, Melbourne, Sídney Estacional: Adelaida           |
| Virgin Australia Regional Airlines | Perth                                                      |

Algunas aerolíneas que operaron con anterioridad son Ansett Australia y Compass Airlines